# Tatsuya Ito
Tatsuya Ito (Japans: 伊藤達哉, Itō Tatsuya) (Taito, 26 juni 1997) is een Japans voetballer die als aanvaller speelt. Hij tekende in 2017 bij Hamburger SV.

## Clubcarrière
Ito maakte op achttienjarige leeftijd de overstap van Kashiwa Reysol naar Hamburger SV. Op 24 september 2017 debuteerde hij in de Bundesliga. In zijn eerste seizoen in de Bundesliga werd hij verkozen tot beste jonge speler (rookie) van het jaar.

## Clubstatistieken
| Seizoen | Club            | Land               | Competitie         | Competitie | Competitie | Beker | Beker | Internationaal | Internationaal | Totaal | Totaal |
| Seizoen | Club            | Land               | Competitie         | Wed.       | Dlp.       | Wed.  | Dlp.  | Wed.           | Dlp.           | Wed.   | Dlp.   |
| ------- | --------------- | ------------------ | ------------------ | ---------- | ---------- | ----- | ----- | -------------- | -------------- | ------ | ------ |
| 2016/17 | Hamburger SV II | Vlag van Duitsland | Regionalliga Nord  | 19         | 1          | 0     | 0     | —              | —              | 19     | 1      |
| 2017/18 | Hamburger SV II | Vlag van Duitsland | Regionalliga Nord  | 9          | 0          | 0     | 0     | —              | —              | 9      | 0      |
| 2017/18 | Hamburger SV    | Vlag van Duitsland | Bundesliga         | 20         | 0          | 0     | 0     | —              | —              | 20     | 0      |
| 2018/19 | Hamburger SV    | Vlag van Duitsland | 2. Bundesliga      | 14         | 0          | 3     | 0     | —              | —              | 17     | 0      |
| 2018/19 | Hamburger SV II | Vlag van Duitsland | Regionalliga Nord  | 3          | 0          | 0     | 0     | —              | —              | 3      | 0      |
| 2019/20 | Hamburger SV II | Vlag van Duitsland | Regionalliga Nord  | 1          | 0          | 0     | 0     | —              | —              | 1      | 0      |
| 2019/20 | Hamburger SV    | Vlag van Duitsland | 2. Bundesliga      | 0          | 0          | 0     | 0     | —              | —              | 0      | 0      |
| 2019/20 | STVV            | Vlag van België    | Jupiler Pro League | 7          | 0          | 2     | 0     | —              | —              | 9      | 0      |
| 2020/21 | STVV            | Vlag van België    | Jupiler Pro League | 7          | 0          | 1     | 1     | —              | —              | 8      | 1      |
| 2021/22 | STVV            | Vlag van België    | Jupiler Pro League | 3          | 0          | 1     | 0     | —              | —              | 4      | 0      |
| Totaal  | Totaal          | Totaal             | Totaal             | 83         | 1          | 7     | 1     | 0              | 0              | 90     | 2      |

## Interlandcarrière
Op 30 augustus 2018 werd hij voor het eerst voor Japan opgeroepen om deel te nemen aan de Kirin Cup.